# Torre (Cascais)
Torre é um lugar situado a noroeste de Cascais, tendo pertencido à antiga freguesia da Assunção. Atualmente, localiza-se na união das freguesias de Cascais e Estoril, no distrito e área metropolitana de Lisboa, Portugal.
O seu limite a norte é marcado pela ribeira dos Mochos, que separa esta localidade do Mato da Amoreira (Birre), enquanto que a leste se encontra a Pampilheira, a sudeste o Bairro do Rosário, a sul a Guia, e a oeste as Quintas da Bicuda e da Marinha.